# Barrio Consistorial de Peñalolén
El Barrio Consistorial de Peñalolén es el más importante políticamente para la comuna. Aquí se encuentra la Ilustre Municipalidad de Peñalolén, el Centro Cultural Chimkowe, el Estadio Municipal de Peñalolén, la 43º Comisaría de Peñalolén, el SAR Carol Urzúa y la 8va Compañía de Bomberos del Cuerpo de Bomberos de Ñuñoa, "Bomba Peñalolén". Además tiene un centro comercial, el segundo más importante después de Ictinos.
El barrio se encuentra dentro de las Avenida Grecia, Avenida el Acueducto, Avenida Antupirén y Punta Blanca. Además es atravesado por la Avenida Consistorial, la que le da nombre al importante barrio de Peñalolén.

## Galería

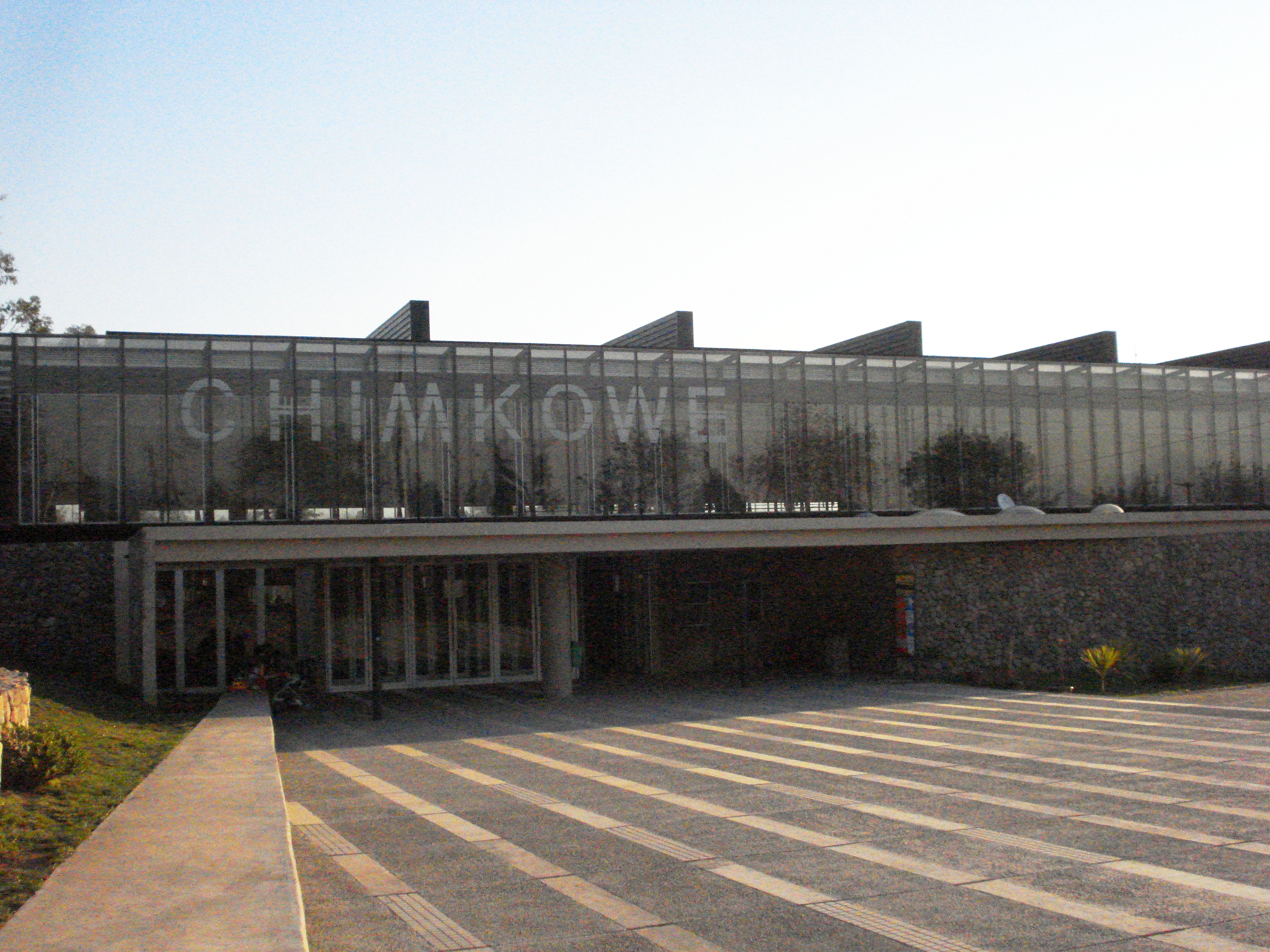
Centro Cultural Chimkowe.
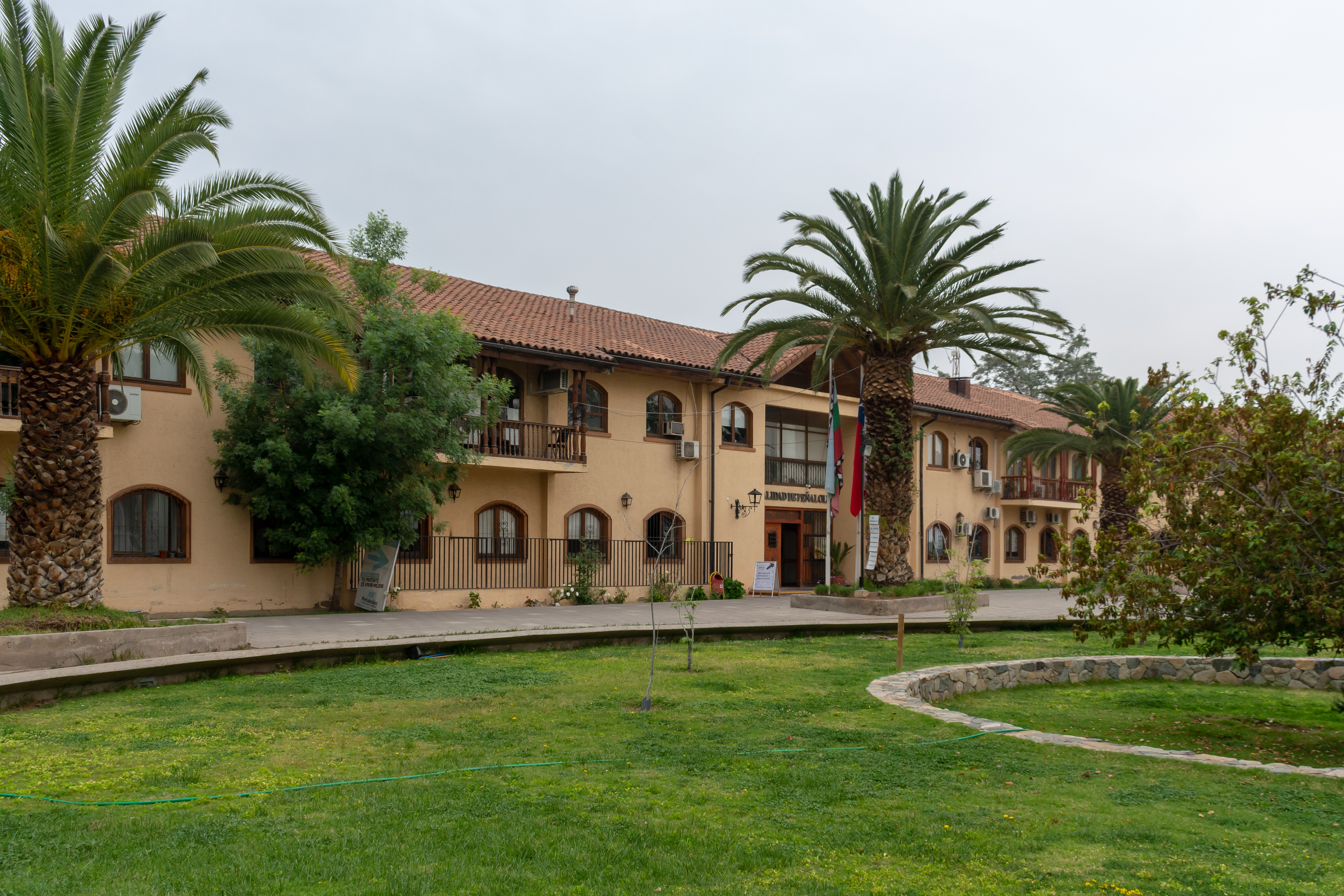
Edificio Consistorial de la Ilustre Municipalidad de Peñalolén.
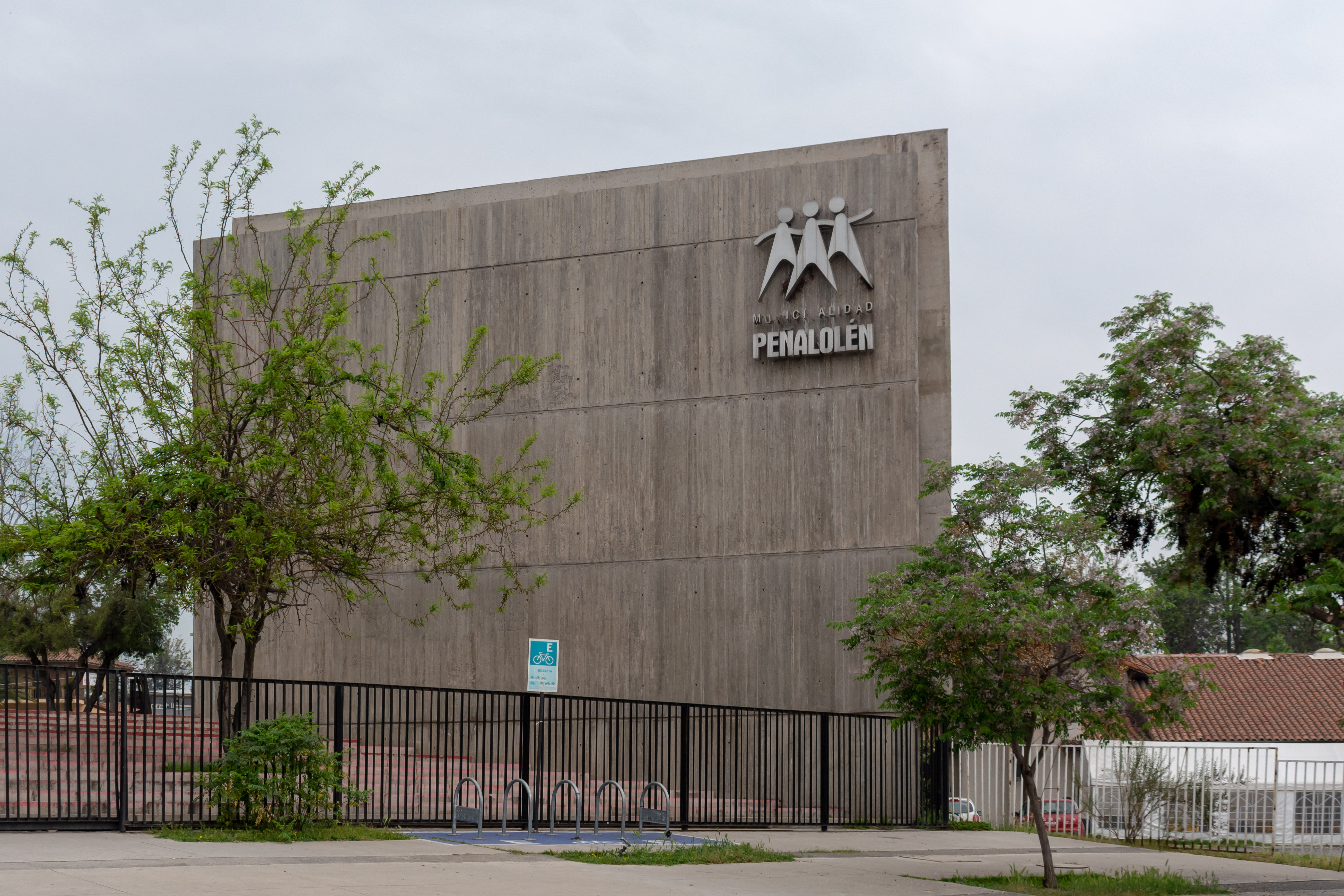
Centro de Atención Al Vecino, Ilustre Municipalidad de Peñalolén.
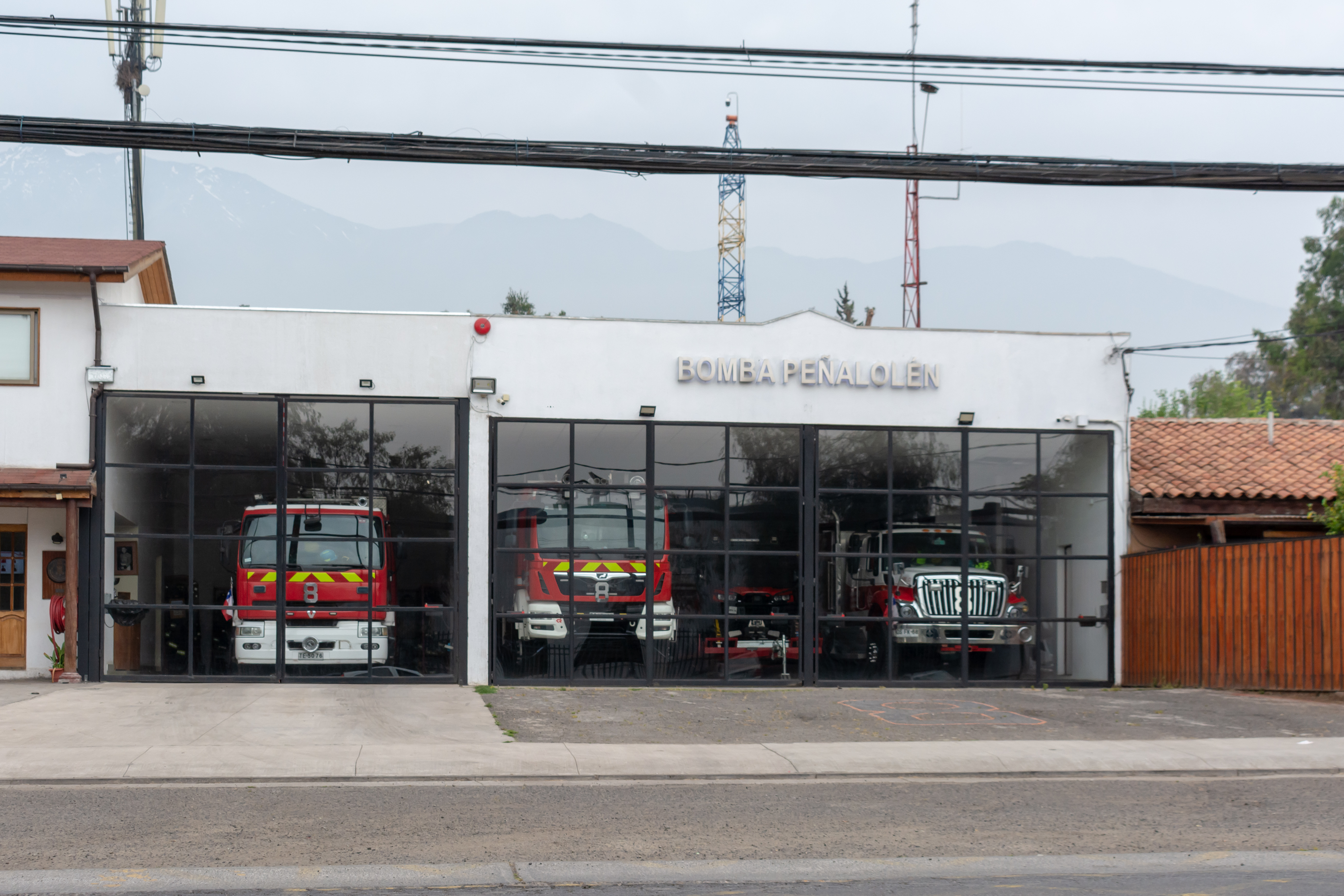
Octava Compañía del Cuerpo de Bomberos de Ñuñoa, denominada "Bomba Peñalolén".
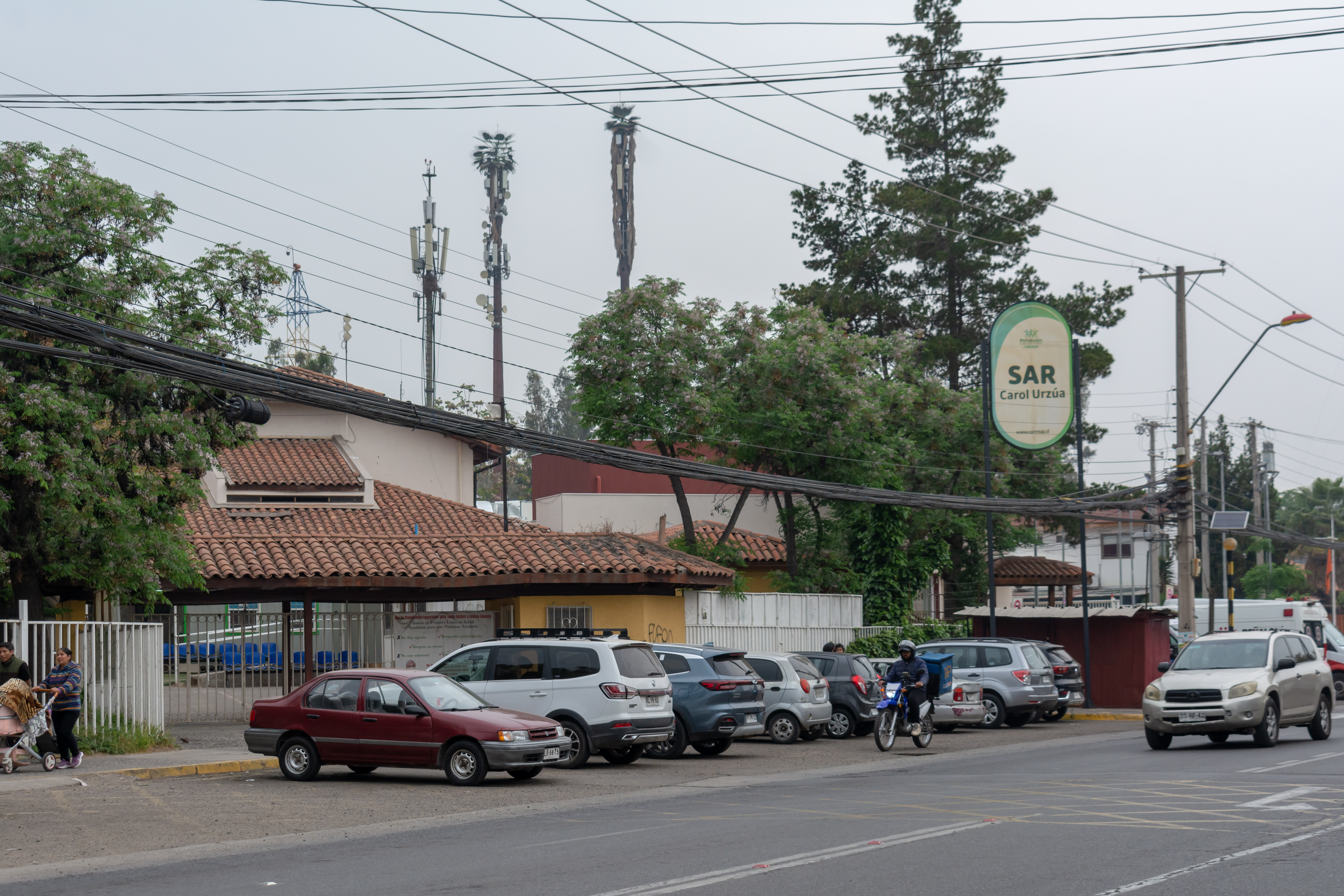
SAR (Servicio de atención primaria de urgencia de alta resolución) Carol Urzúa.
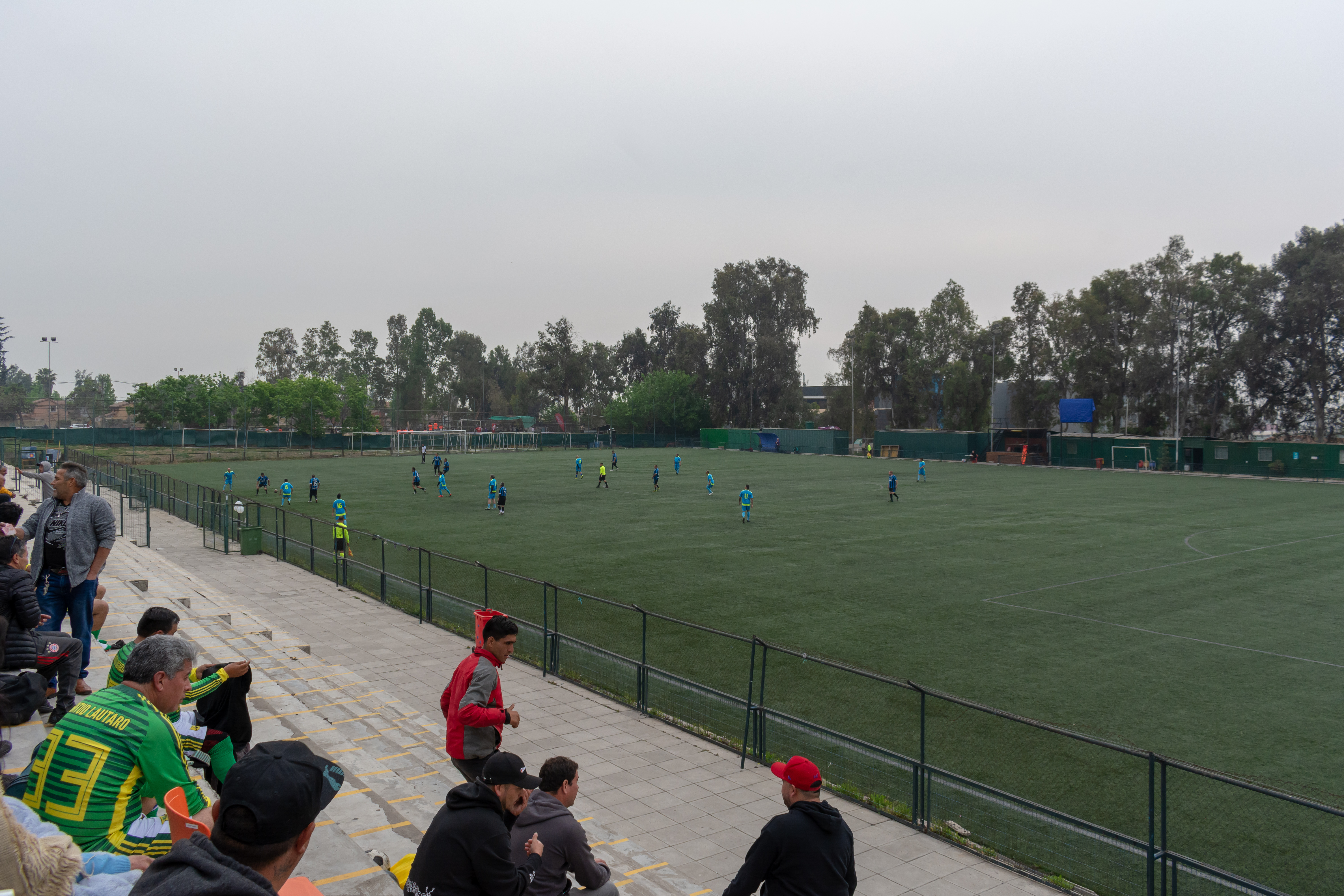
Estadio Municipal de Peñalolén.